# Lista de senhores de Lemos
Este anexo é composto por uma lista de Senhor de Lemos.
- Elvira Osorio, Senhora de Lemos e Sarria (? -?)
- Estêvão Fernandes de Castro, Senhor de Lemos (c. 1220 -?)
- Fernando Rodrigues de Castro, Senhor de Lemos (c. 1260 -?)[1]
- Pedro Fernandes de Castro, “o da Guerra”, senhor de Lemos (c. 1290 -?)[1]
- Margarita de La Cerda, Senhora de Lemos e Sarria (1293 -?)